# Naturbahnrodel-Weltcup 2021/22
Der Naturbahnrodel-Weltcup 2021/22 begann am 7. Januar 2022 in Umhausen und endete am 20. Februar 2022 in Mariazell. Es wurden in drei Disziplinen jeweils fünf Rennen ausgetragen. Höhepunkt der Saison war die Naturbahnrodel-Europameisterschaft 2022 in Laas.

## Damen-Einsitzer

### Ergebnisse
| Datum            | Ort          | Siegerin         | Zweite                 | Dritte         |
| ---------------- | ------------ | ---------------- | ---------------------- | -------------- |
| 8. Januar 2022   | Umhausen     | Evelin Lanthaler | Lisa Walch             | Greta Pinggera |
| 15. Januar 2022  | Umhausen     | Evelin Lanthaler | Lisa Walch             | Greta Pinggera |
| 23. Januar 2022  | Vatra Dornei | Evelin Lanthaler | Greta Pinggera         | Lisa Walch     |
| 29. Januar 2022  | Deutschnofen | Evelin Lanthaler | Jekaterina Lawrentjewa | Greta Pinggera |
| 20. Februar 2022 | Mariazell    | Evelin Lanthaler | Greta Pinggera         | Riccarda Ruetz |

### Weltcupstand
| Rang | Name                   | Punkte |
| ---- | ---------------------- | ------ |
| 01   | Evelin Lanthaler       | 500    |
| 02   | Greta Pinggera         | 380    |
| 03   | Lisa Walch             | 345    |
| 04   | Tina Unterberger       | 285    |
| 05   | Jekaterina Lawrentjewa | 245    |
| 06   | Daniela Mittermair     | 217    |
| 07   | Nadine Staffler        | 213    |
| 08   | Sara Bachmann          | 204    |
| 09   | Michelle Diepold       | 170    |
| 10   | Vanessa Markt          | 168    |

## Herren-Einsitzer

### Ergebnisse
| Datum            | Ort          | Sieger              | Zweiter             | Dritter             |
| ---------------- | ------------ | ------------------- | ------------------- | ------------------- |
| 9. Januar 2022   | Umhausen     | Thomas Kammerlander | Alex Gruber         | Michael Scheikl     |
| 16. Januar 2022  | Umhausen     | Alex Gruber         | Thomas Kammerlander | Michael Scheikl     |
| 22. Januar 2022  | Vatra Dornei | Thomas Kammerlander | Patrick Pigneter    | Florian Clara       |
| 30. Januar 2022  | Deutschnofen | Alex Gruber         | Michael Scheikl     | Thomas Kammerlander |
| 20. Februar 2022 | Mariazell    | Michael Scheikl     | Alex Gruber         | Thomas Kammerlander |

### Weltcupstand
| Rang | Name                        | Punkte |
| ---- | --------------------------- | ------ |
| 01   | Alex Gruber                 | 430    |
| 02   | Thomas Kammerlander         | 425    |
| 03   | Michael Scheikl             | 380    |
| 04   | Patrick Pigneter            | 305    |
| 04   | Florian Clara               | 305    |
| 06   | Fabian Achenrainer          | 240    |
| 07   | Alexander Jegorow           | 216    |
| 08   | Mathias Troger              | 208    |
| 09   | Florian Markt               | 192    |
| 10   | Grigori Sergejewitsch Bukin | 174    |

## Doppelsitzer

### Ergebnisse
| Datum            | Ort          | Sieger  | Sieger                         | Zweite     | Zweite                               | Dritte     | Dritte                               |
| ---------------- | ------------ | ------- | ------------------------------ | ---------- | ------------------------------------ | ---------- | ------------------------------------ |
| 8. Januar 2022   | Umhausen     | Italien | Patrick Pigneter Florian Clara | Russland   | Pawel Porschnew Iwan Lasarew         | Osterreich | Fabian Achenrainer Simon Achenrainer |
| 15. Januar 2022  | Umhausen     | Italien | Patrick Pigneter Florian Clara | Osterreich | Fabian Achenrainer Simon Achenrainer | Russland   | Pawel Porschnew Iwan Lasarew         |
| 23. Januar 2022  | Vatra Dornei | Italien | Patrick Pigneter Florian Clara | Russland   | Alexander Jegorow Iwan Rodin         | Osterreich | Fabian Achenrainer Simon Achenrainer |
| 29. Januar 2022  | Deutschnofen | Italien | Patrick Pigneter Florian Clara | Italien    | Patrick Lambacher Matthias Lambacher | Russland   | Pawel Porschnew Iwan Lasarew         |
| 20. Februar 2022 | Mariazell    | Italien | Patrick Pigneter Florian Clara | Osterreich | Fabian Achenrainer Simon Achenrainer | Russland   | Pawel Porschnew Iwan Lasarew         |

### Weltcupstand
| Rang | Name                                   | Punkte |
| ---- | -------------------------------------- | ------ |
| 01   | Patrick Pigneter – Florian Clara       | 500    |
| 02   | Fabian Achenrainer – Simon Achenrainer | 370    |
| 03   | Pawel Porschnew – Iwan Lasarew         | 295    |
| 04   | Patrick Lambacher – Matthias Lambacher | 205    |
| 05   | Myroslav Lenko – Ivan Lenko            | 197    |
| 06   | Stanislaw Kowschik – Ilja Tarassow     | 160    |
| 07   | Matevz Vertelj – Vid Kralj             | 144    |
| 08   | Bine Mekina – Biaz Mekina              | 143    |
| 09   | Kirill Kravchuk – Nikolai Shulgin      | 134    |
| 10   | Alexander Jegorow – Pjotr Popow        | 105    |